# Aphylidae
Aphylidae (лат.) — маленькое семейство клопов, члены которого эндемики Австралии, или подсемейство Aphylinae в составе Pentatomidae.

## Описание
Мелкие клопы (4-5 мм) с выпуклым овальным телом. Щиток крупный, покрывает сверху заднюю часть тела. У представителей семейства боковые части груди и брюшка (3-4 склерита) видоизменяются в экзопонимум, который предположительно является органом обоняния.

## Виды
В семействе различают 3 вида из двух родов:
- Aphylum Bergroth, 1906
  - Aphylum syntheticum Bergroth, 1906 — из засушливых районов Южной Австралии и на юго-востоке в штате Виктория
  - Aphylum bergrothi Schouteden, 1906 — местообитания этого вида не уточнено
- Neoaphylum Štys & Davidová-Vilímová, 2001
  - Neoaphylum grossi Štys & Davidová-Vilímová, 2001 — известен, пока, только в городе Перт в Западной Австралии[3]